# Домашковское
Домашковское — озеро в Докшицком районе Витебской области Белоруссии. Площадь 0,67 км².
Расположено в бассейне реки Березина. На северном берегу находится деревня Домашковичи.

## Описание
Длина 1,7 км. Наибольшая ширина 0,7 км. Длина береговой линии 4,08 км. Площадь водосбора 11,9 км². Склоны котловины высотой 20—25 м (на северо-западе 5—8 м), поросли лесом, на севере распаханные. Берега сливаются со склонами, на севере и юго-востоке низкие.